# 吉莉恩·波洛克
吉莉恩·波洛克（英語：Gillian Pollock，1984年5月7日—），新西兰女子游泳运动员。她曾代表新西兰参加2000年夏季残疾人奥林匹克运动会游泳比赛，获得女子200米个人混合泳SM8级银牌。